# 황준
황준(1988년 3월 15일 ~ )은 대한민국의 가수다.

## 방송
- 아침마당 (2018)
- 불타는 트롯맨 (2022) - Top55
- 미스터트롯3 (2024) - Top101

## 음반
- 경천대 (2015)
- 사랑에 약한 남자 (2018)
- 불타는 트롯맨 예선전 PART 2 (2022)
- 불타는 트롯맨 팀 데스매치 PART 1 (2023)

## 수상
- 제1회 상주삼백가요제 대상 (2015)